# Andrena kirgisica
Andrena kirgisica är en biart som beskrevs av Osytshnjuk 1994. Andrena kirgisica ingår i släktet sandbin, och familjen grävbin. Inga underarter finns listade i Catalogue of Life.